# Leptotila cassini
Leptotila cassini là một loài chim trong họ Columbidae.